# Upjever
Upjever ist ein Stadtteil von Schortens im Landkreis Friesland in Niedersachsen.

## Geschichte
Die Bezeichnung Upjever wird erstmals 1420 im sogenannten Stader Kopiar, einem Bremer Archidiakonatsregister erwähnt. In dieser Aufstellung aller Kirchen in Friesland wird eine Curia in Upjevere als Wirtschaftshof der Kirche aufgelistet.
In Upjever bestanden bis ins 16. Jahrhundert mehrere Bauernhöfe. Maria von Jever veranlasste hier die Anlage des heutigen Upjeverschen Forstes. 1935 änderte sich der Charakter von Upjever durch den Bau eines Fliegerhorstes grundlegend. Der Fliegerhorst Jever nahm am 1. Mai 1936 seinen Betrieb auf. Durch die Ansiedlung des Flugplatzpersonals stieg die Einwohnerzahl von Schortens stark an.

## Öffentliche Einrichtungen

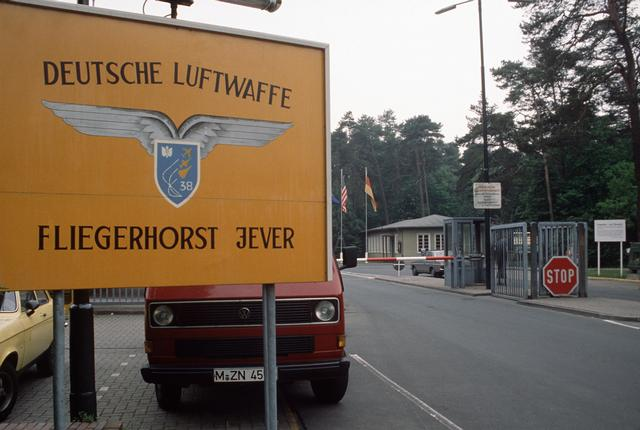
Eingang zum Fliegerhorst, 1986

Seit dem 1. Mai 1936 existiert der Fliegerhorst Jever. Er wurde während des Zweiten Weltkrieges von verschiedenen Einheiten der Luftwaffe und der Wehrmacht genutzt. Nach Kriegsende wurden dort zunächst ehemalige Zwangsarbeiter einquartiert, anschließend wurde der Fliegerhorst von dänischen Einheiten sowie der britischen Royal Air Force genutzt. Im Jahre 1961 wurde der Fliegerhorst dann an die Bundeswehr übergeben, die hier ab 1964 wieder regelmäßigen Flugbetrieb durchführte. Seitdem waren dort diverse fliegende und nicht-fliegende Verbände und Einheiten  stationiert. Mit der Auflösung des seit 1983 dort stationierten Jagdbombergeschwaders 38 „Friesland“ zum 31. August 2005 wurde das Ende des Flugbetriebes auf dem Flugplatz eingeleitet. Damit einher ging ein substanzieller Kaufkraftverlust für die Region. Im Herbst 2013 wurde der Flugplatz entwidmet. Die weitläufige Liegenschaft ist nun Heimat des Objektschutzregimentes der Luftwaffe „Friesland“ und bietet für dieses ideale Ausbildungs- und Übungsmöglichkeiten.